# Wollondilly
Wollondilly är en kommun i Australien. Den ligger i delstaten New South Wales, i den sydöstra delen av landet, omkring 73 kilometer väster om delstatshuvudstaden Sydney. Antalet invånare var 48 519 vid folkräkningen 2016.
Följande samhällen finns i Wollondilly:
- Picton
- Tahmoor
- Bargo
- Douglas Park
- Buxton
- Oakdale
- Appin
- Mount Hunter
- Menangle
- Couridjah
- Cawdor
- Brownlow Hill
- Lakesland